# Joan Cross
Joan Cross, née le 7 septembre 1900 à Londres et morte le 12 décembre 1993 à Aldeburgh, est une cantatrice soprano britannique qui a beaucoup servi le répertoire lyrique de Benjamin Britten.

## Carrière
Joan Cross naît à Londres en 1900. Elle est adoptée par un oncle et une tante, et fait ses études secondaires à la St Paul's Girls' School où elle joue dans la St Paul's Suite de Gustav Holst, puis au Trinity College of Music de Londres, où elle étudie le violon, puis le chant avec Dawson Freer. Elle rejoint en 1923 le chœur de Lilian Baylis à l'Old Vic, puis, de 1931 à 1946, entre dans la compagnie du Sadler's Wells Theatre où elle participe à la création de Tsar Saltan de Rimski-Korsakov dans le rôle de Militrisa. Elle débute au Royal Opera House de Covent Garden, à Londres, dans le rôle de Mimi dans La Bohème de Puccini. Après avoir dirigé le Sadler Wells Opera de 1943 à 1945 elle participe à la création mondiale de Peter Grimes de Benjamin Britten dans le rôle d'Ellen Orford. Toujours de Benjamin Britten, elle crée les rôles de Lady Billows dans Albert Herring (1947), Elisabeth I dans Gloriana (1953), le chœur féminin dans Le Viol de Lucrèce (1946) et Mrs Grose dans le Tour d'écrou (1954).
Elle participe à la fondation de l'English Opera Group en 1946 et de la National School of Opera en 1948 (aujourd'hui London Opera center). À partir de 1946 Joan Cross se lance dans la mise en scène d'opéras au Royaume-Uni, en Norvège et aux Pays-Bas, et, en 1955, elle entame une carrière d'enseignante.